# Sorry, Blame It on Me
Sorry, Blame It on Me è un brano musicale del cantante statunitense Akon, pubblicato come quinto singolo estratto dall'album Konvicted e pubblicato il 17 luglio 2007. Il singolo è arrivato alla settima posizione della Billboard Hot 100, dove ha ottenuto il disco di platino ed alla seconda della classifica neozelandese

## Tracce
CD Single
1. Sorry, Blame It on Me - 4:57
2. Don't Matter (Radio 1 Live Lounge Session) - 3:42

## Classifiche
| Classifica (2007) | Posizione più alta |
| ----------------- | ------------------ |
| Nuova Zelanda     | 2                  |
| Svezia            | 6                  |
| Billboard Hot 100 | 7                  |
| Irlanda           | 9                  |
| Francia           | 10                 |
| Portogallo        | 10                 |
| Danimarca         | 16                 |
| Canada            | 17                 |
| Regno Unito       | 22                 |
| Australia         | 27                 |
| Svizzera          | 46                 |